# Protestes a Belize del 2005
Les protestes a Belize en 2005 foren una sèrie de protestes ciutadanes van sacsejar Belmopan, la capital de Belize, entre el 13 i el 21 de gener del 2005. El motiu d'aquestes protestes era l'augment d'impostos als nous pressupostos generals per al període 2005-2006. El descontentament també anava dirigit a l'actuació el Partit Unit del Poble (PUP), pel deteriorament considerable de la situació fiscal del govern de Belize.
El 13 de gener del 2005, el govern de Said Musa anuncià el seu nou pressupost per al període 2005-2006. El pressupost incloïa grans augments d'impostos en diverses activitats i productes. Incloïa un augment de l'11% de les taxes sobre les vendes de béns immobles, un augment del 5% per a les institucions financeres, un augment del 8% del tabac i un 100% d'augment sobre el rom. El govern argumentà que aquests augments són similars als duts a terme el 1998 per l'anterior govern del Partit d'Unió Democràtica (UDP). No obstant això, després de diversos anys de frustració popular, atribuïda a la mala gestió financera i a la corrupció duta a terme pel PDP, els nous pressupostos van encendre l'espurna de la protesta davant l'edifici de l'Assemblea Nacional el 15 de gener amb confrontacions entre els manifestants i la policia. Les manifestacions continuaren durant una setmana.

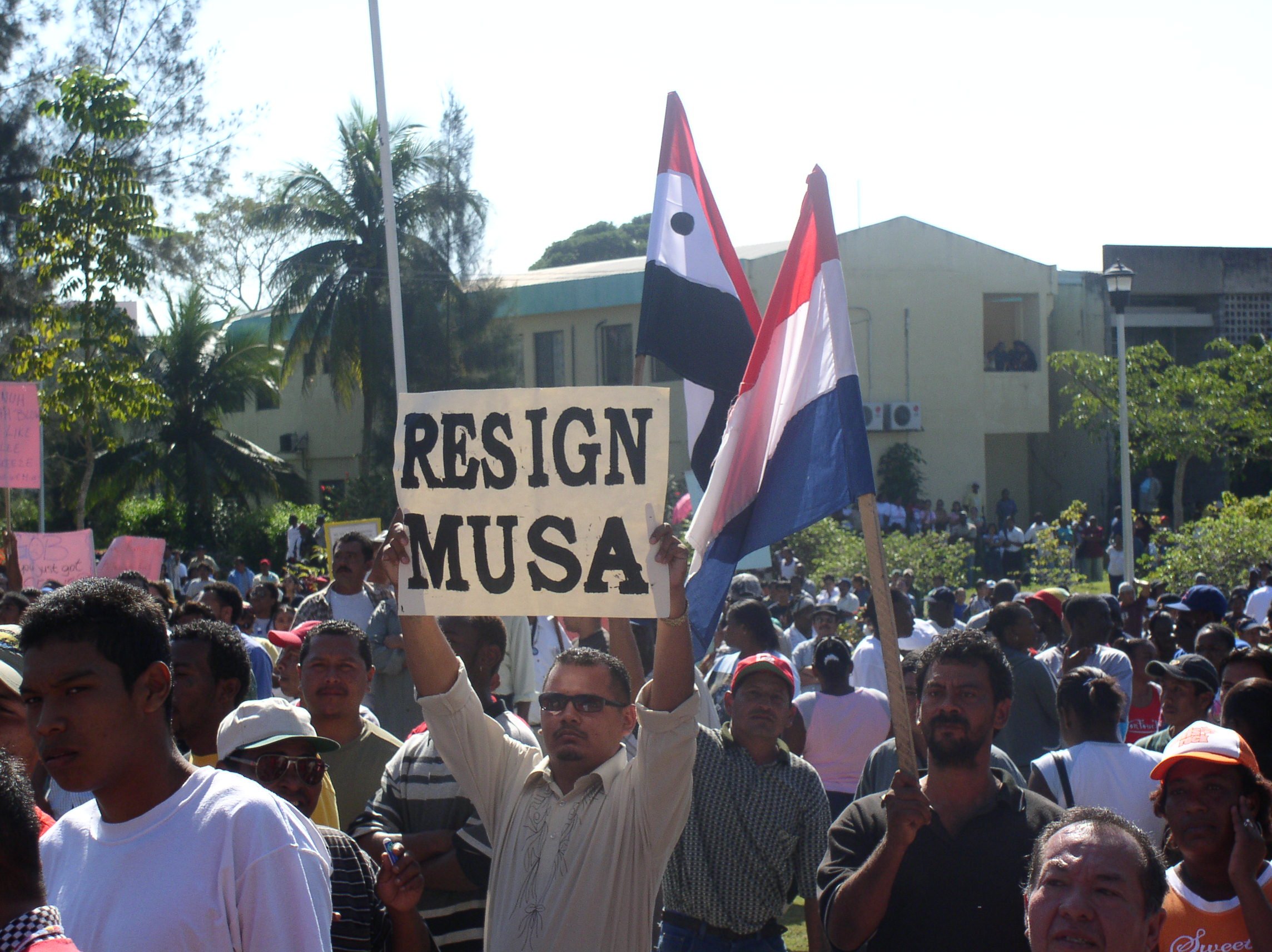
Manifestants davant l'Assemblea Nacional demanant la dimissió del Primer Ministre de Belize Said Musa.

El 20 de gener, els cercles empresarials i els sindicats feren una convocatòria de dos dies de vaga general a tot el país. Fins i tot en algunes zones es va arribar a aturar el servei de subministrament d'aigua corrent. El 21 de gener, els mitjans de comunicació locals informaven de múltiples manifestacions a Belmopan, la crema d'alguns edificis governamentals i l'aixecament de barricades per part dels manifestants. Els ministres foren atacats amb ampolles i pedres quan es dirigien a l'edifici del govern la qual cosa va provocar la intervenció de la policia. S'han instal·lat càmeres de seguretat al voltant dels edificis on es congregaven els manifestants i s'aixecaren barricades preventives davant els edificis governamentals.
Aquesta fou la tercera ocasió en la qual a Belize succeeixen protestes d'aquesta magnitud. L'antecedent més recent fou als anys 80 quan s'estudià la proposta de cedir una part del territori a Guatemala.
El 21 de gener tingué lloc a Belmopan una gran manifestació organitzada per l'oposició. (El govern va organitzar també una contra-manifestació). la manifestació acabà amb violència. Els manifestants llançaren pedres contra les forces de seguretat i aquestes contestaren amb pilotes de goma i gasos lacrimògens. Els trets i les sirenes s'escoltaven a 1 km. Almenys s'escoltà el so d'una explosió, força més gran que un tret, si bé la causa no s'ha pogut determinar. Nombrosos manifestants foren detinguts. En principi la manifestació acabava a les 3 de la tarda, però es concedí una extensió d'una hora. Passada aquesta hora, les ordres de dissoldre la manifestació foren ignorades. Després es llegí la Riot Act i després de 40 minuts addicionals s'ordenà a la policia antiavalots que disperses els manifestants, cosa que feren utilitzant gasos i bales de goma. Alguns sindicalistes es llançaren a terra i es negaren a dispersar-se; foren literalment arrossegats fora de la zona de la manifestació.
Alguns mitjans informaren que les forces de l'ordre utilitzaren una força excessiva i alguns manifestants declararen que no es llançà cap pedra contra la policia fins que un manifestant no fou colpejat per un policia.